# گلابی ایبری
گلابی ایبری (نام علمی: Pyrus bourgaeana) نام یک گونه از سرده گلابی است.
گلابی ایبری از خویشاوندان نزدیک گلابی اروپایی است. گلابی اروپایی حدود ۲۵۰۰ سال پیش اهلی شد. گل‌های گلابی ایبری سفید و گاه کمی صورتی هستند. قطر گل‌ها ۲ تا ۳ سانتی‌متر است و ۵ گلبرگ دارد.